# Alzina de Ca l'Argent
L'Alzina de Ca l'Argent és l'alzina més gruixuda i de capçada més gran de tot el Parc de la Serralada Litoral.

## Entorn
Molt a prop hi ha la pedra de l'Elefant, l'Indi i el Moai, la bassa de Ca l'Argent i la solitària riera de Sant Bartomeu.

## Aspecte general
El diàmetre del tronc és de 0,89 metres, el de la capçada de 20 m i l'alçària de 12 m. El tronc està extraordinàriament ramificat, els extrems de les llargues branques toquen pràcticament el terra després de descriure un arc de 10 m de corda. Té una edat aproximada de 200 anys i està inclosa en el Catàleg d'Arbres i Arbredes Monumentals de La Roca del Vallès.

## Accés
És ubicada a la Roca del Vallès: sortint del poble per la BV-5006 en direcció a Òrrius, just passat el PK 2, hi ha una pista senyalitzada a l'esquerra que mena a Ca l'Argent. L'alzina és a l'era, en un replà darrere la casa. Coordenades: x=444982 y=4602629 z=295.